# 205P/Giacobini
205P/Giacobini, komet Jupiterove obitelji. 
Otkrio ga je francuski astronom Michel Giacobini 4. rujna 1896. godine na Opservatoriju u Nici. Malo poslije otkrića uočili su da se komet raspao. 
Nedaleko od osnovne jezgre je Perrotin opazio pratitelja, koji je lako opažao samo dvije noći. Postajao je sve bljeđi i zadnji su ga put uočili 5. siječnja 1897. godine.
Bio je izgubljen gotovo cijelo stoljeće. 10. rujna 2008. ponovo su ga otkrili Koichi Itagaki (Teppo-cho, Yamagata) i Hiroshi Kaneda (Minami-ku, Sapporo).
Zaključili su da je pronađeno tijelo isto kao izgubljeni komet, koji je nosio oznaku D/1896 R2. Osrednje tijelo pratila su još dva tijela koja su se gibala u istom pravcu kao sam komet. Osrednje tijelo dobilo je oznaku A, njemu bliže tijelo oznaku B, a najudaljeniji dio oznaku C.

## Vanjske poveznice
- Minor Planet Center
- L'Observatoire de Haute-Provence - UMS Pythéas[neaktivna poveznica] Luc Arnold: 205P/Giacobini